# میدان شهدا (مشهد)
میدان شهدا یکی از میدان‌های اصلی مشهد است که در نزدیکی حرم امام رضا قرار دارد و محل تلاقی شش خیابان شعاعی است. این میدان محل بسیاری از اجتماعات مذهبی و فرهنگی است. ساختمان شهرداری مشهد و شورای شهر مشهد در دو سوی میدان شهدا قرار دارند. نام این میدان پیش از انقلاب، میدان مجسمه بوده‌است.در ان زمان به آن میدان مجسمه هم میگفتند. خطوط ۲ و ۳ متروی مشهد از میدان شهدا گذر می‌کنند. در آینده میدان شهدا محل تلاقی خط چهار قطار شهری مشهد هم خواهد بود.

## پیشینه
میدان شهدا در دورهٔ پهلوی اول در تقاطع خیابان ارگ و بالاخیابان و در فاصلهٔ ۹۰۰ متری حرم امام رضا ساخته شد. ایجاد بناهای حکومتی باعث افزایش اهمیت و ترافیک این میدان شد.

## موقعیت
میدان شهدا در مرکز شهر مشهد قرار دارد. فاصلهٔ این میدان با حرم امام رضا ۹۰۰ متر و با ایستگاه راه‌آهن مشهد ۱۵۰۰ متر است. شش خیابان وارد این میدان می‌شوند که به ترتیب ساعتگرد عبارت اند از: 

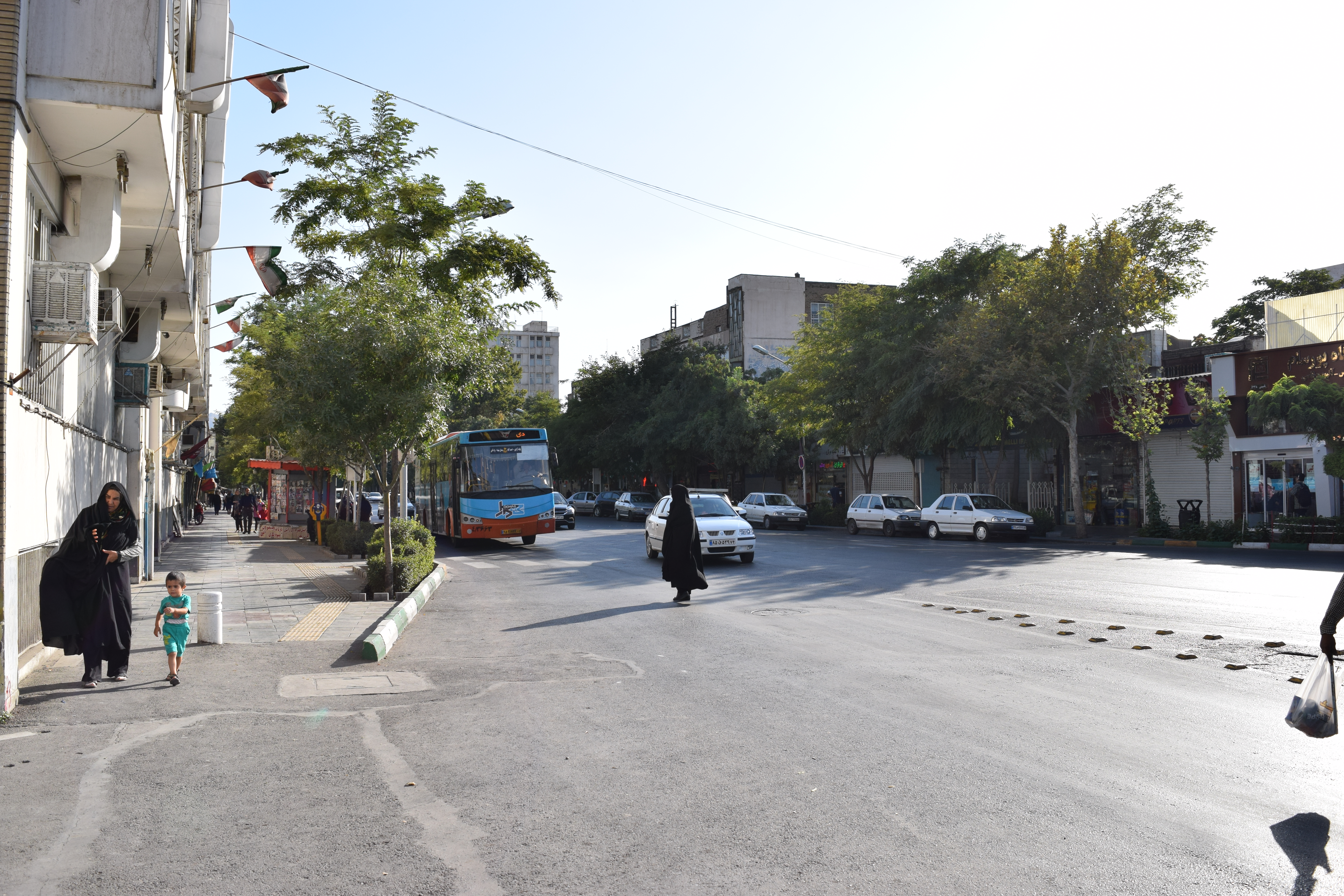
ورودی خیابان امام خمینی به میدان شهدا-مشهد

- خیابان آیت‌الله عبادی: ورودی یک‌طرفه از سوی چهارراه خواجه‌ربیع
- خیابان شهید هاشمی‌نژاد: خروجی یک‌طرفه به سوی چهارراه عشرت آباد و میدان راه‌آهن
- خیابان شیرازی: به سوی چهارراه شهدا و حرم امام رضا
- خیابان امام خمینی: ورودی یک طرفه از سمت ایستگاه سراب و چهارراه مدرس و خیابان امام خمینی تا میدان امام خمینی (فلکه عدل)
- خیابان دانشگاه: خروجی یک‌طرفه به سوی میدان تقی‌آباد و کوهسنگی
- خیابان شهید رئیسی (توحید): به سوی میدان توحید (فلکه دروازه قوچان) و چهارراه میدان بار نوغان و چهارراه ابوطالب و در انتها میدان فردوسی

## مکان‌های مهم
- ساختمان شهرداری مشهد: شهرداری مشهد در سال ۱۳۳۲ به ساختمان فعلی در ضلع جنوبی میدان شهدا منتقل شد و طبقات دوم و سوم آن در سال ۱۳۵۲ ساخته شد.[۲] هم‌چنین ساختمان توسعهٔ شهرداری در دههٔ ۱۳۸۰ احداث شد.[۳]
- ساختمان تالار شهر: ساختمانی با کاربری اداری-فرهنگی است که در شمال میدان شهدا قرار دارد و در حال حاضر، محل استقرار شورای اسلامی شهر مشهد است.[۴]
- ایستگاه قطار شهری مشهد: خط‌های ۲، ۳ و ۴ قطار شهری مشهد از میدان شهدا عبور می‌کنند.